# Foxtron

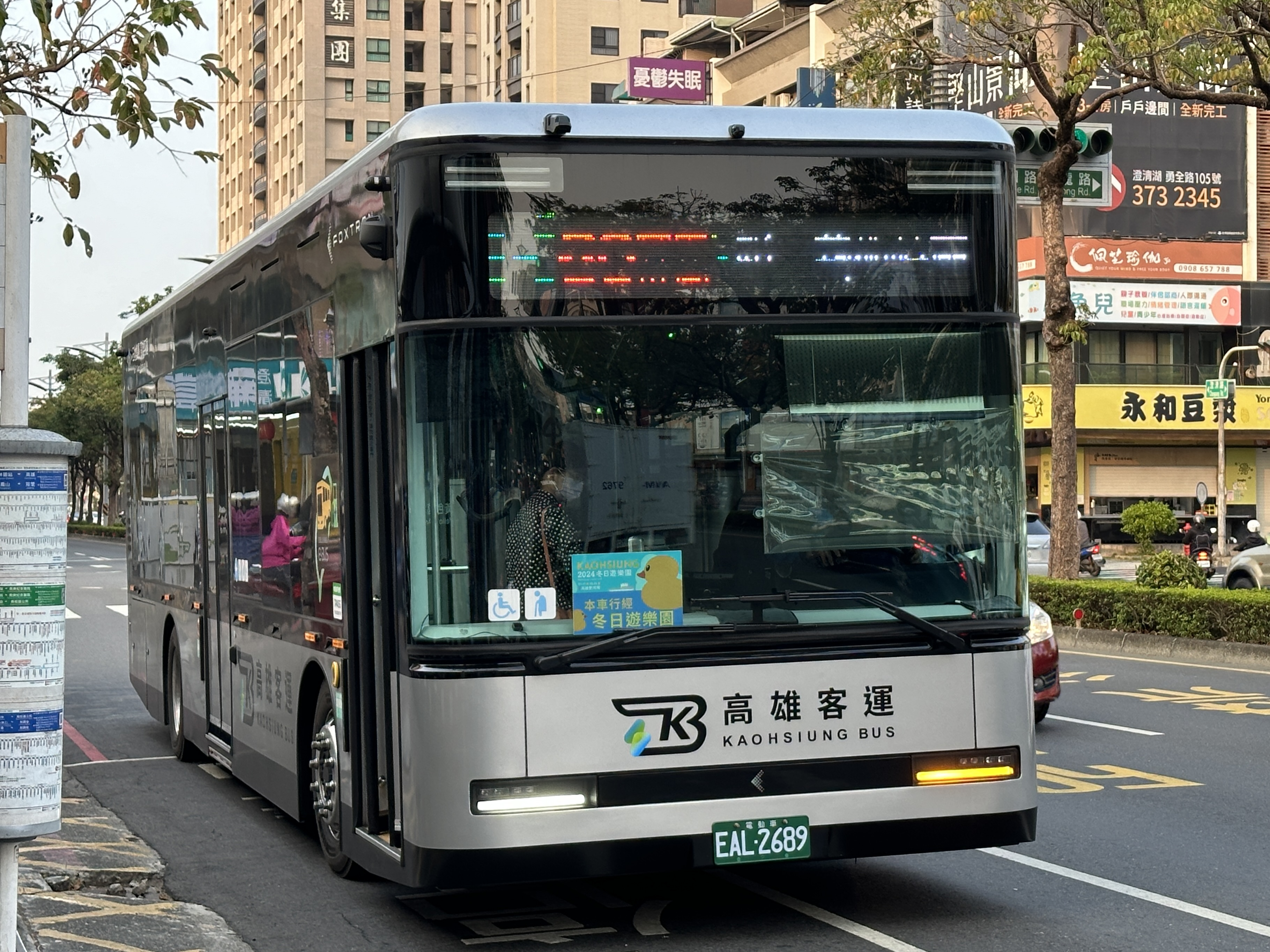
Foxtron Model T na Tajwanie

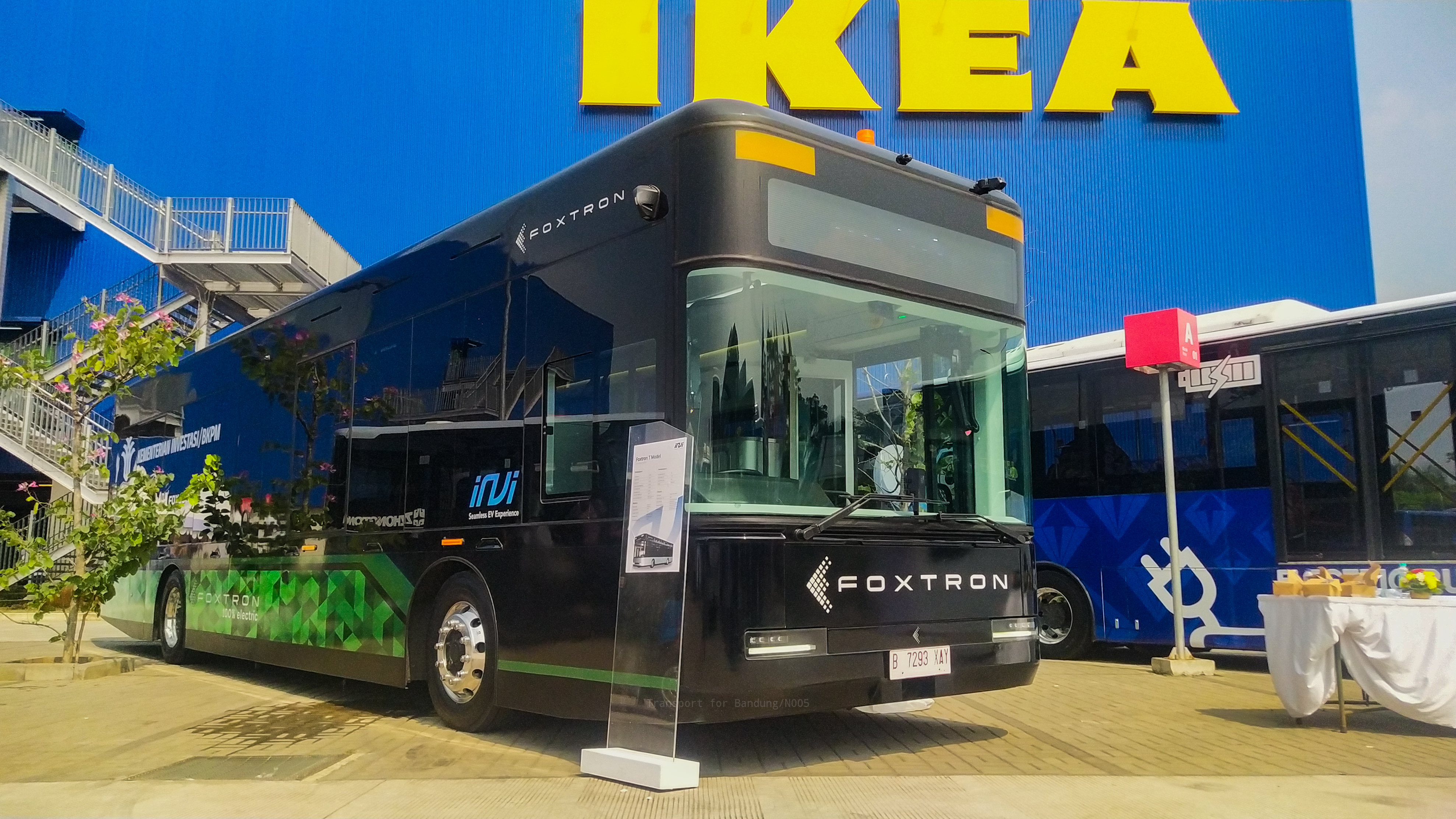
Foxtron Model T w Indonezji

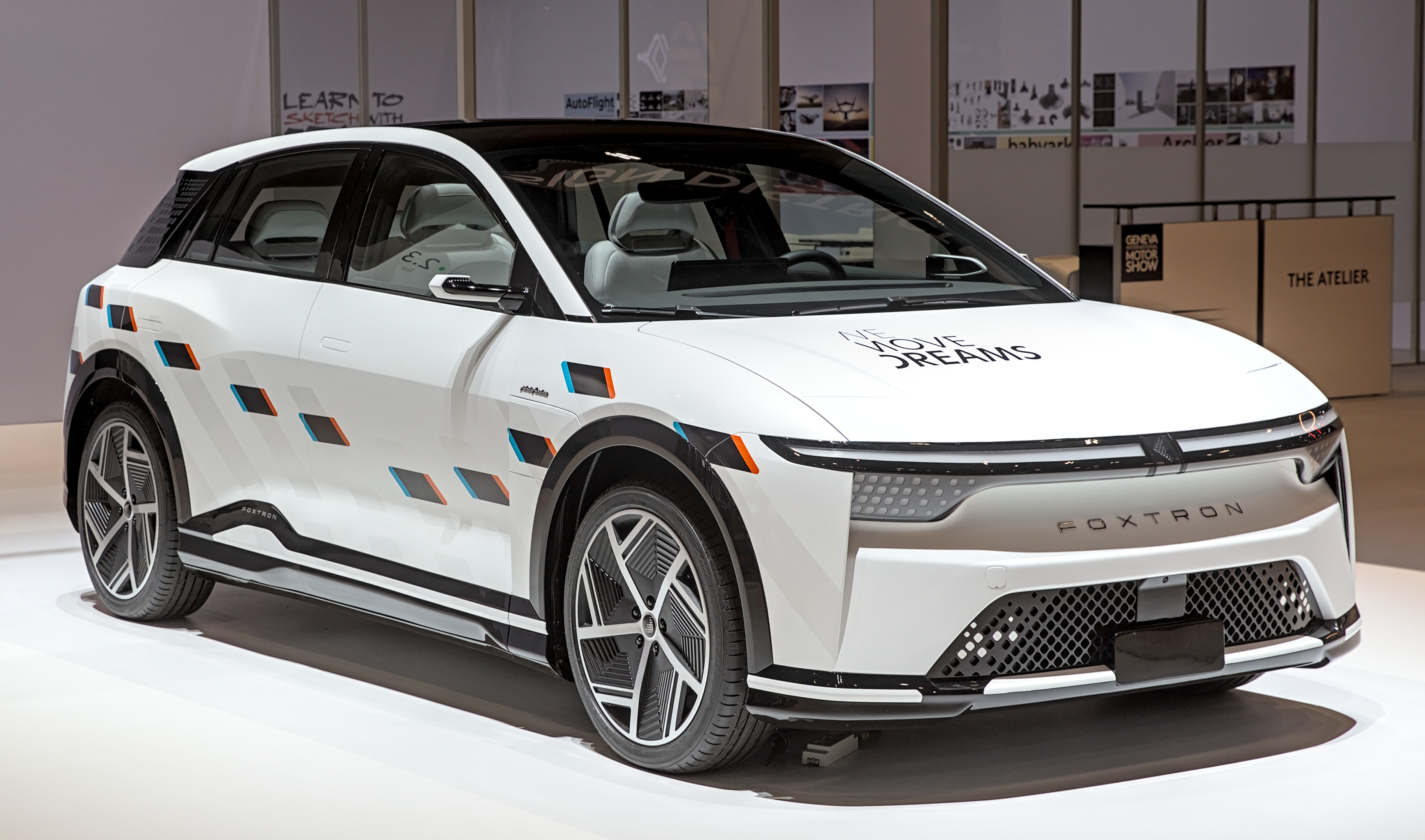
Foxtron Model B

Foxtron (chiń. upr. 鴻華) – tajwański producent elektrycznych samochodów i autobusów, z siedzibą w Tajpej, działający od 2020 roku. Należy do joint-venture między koncernami: technologicznym Foxconn i samochodowym Yulon.

## Historia
We wrześniu 2020 roku tajwański potentat branży podzespołów elektronicznych Foxconn, wcześniej działający w obszarze motoryzacji jedynie jako dostawca lub inwestor, zdecydował się aktywnie do niej wkroczyć jako producent. W tym celu zawiązana została spółka typu joint-venture z lokalnym, tajwańskim koncernem samochodowym Yulon. Za cel obrano rozwój samochodów elektrycznych.
W połowie października 2021 roku podczas konferencji prasowej w stolicy Tajwanu, Tajpej, oficjalnie zainaugorowano działalność marki Foxtron, która za cel ogłosiła wdrożenie do produkcji gamy elektrycznych samochodów i autobusów wytwarzanych od 2023 roku w Tajlandii. Zwiastunem przyszłej gamy modelowej tajwańskiej firmy były trzy prototypy: crossover Model C, autobus model T oraz topowa limuzyna Model E, za której projekt stylistyczny odpowiedzialne było włoskie studio Pininfarina. Początek próbnych testów autobusu Model T wyznaczono na 2022 rok.
W październiku 2022 tajwańskie przedsiębiorstwo przedstawiło kolejne studium, tym razem przystępnego cenowo kompaktowego hatchbacka Model B stylizowanego przez włoską Pininfarinę. W tym samym roku rozpoczęła się próbna produkcja autobusu Model T w seryjnej postaci, dostarczając pierwszych sztuk do użytku na terenie tajwańskich miast. Kolejnym studium został prototyp elektrycznego samochodu dostawczego, Model N, którego przedstawiono w październiku 2023 równolegle z dwoma seryjnymi rozwinięciami wcześniejszych prototypów Model B i Model C. Ten pierwszy zaprezentowano z myślą o rynkach eksportowych, zachowując maierzystą markę jako Foxtron Model B. Drugi model z kolei ostatecznie zasilił portfolio pokrewnej marki Luxgen jako Luxgen n7, trafiając od razu do sprzedaży na wewnętrznym rynku tajwańskim.
Pod koniec listopada 2023 Foxtron stał się spółką publiczną, rozpoczynając notowanie na Tajwańskiej Giełdzie Papierów Wartościowych z niską ewaluacją zbiegającą się z rosnącymi obawami branży na malejący wówczas popyt na samochody elektryczne. W lutym 2024 Foxtron wystawił seryjny Model B przez europejską publicznością w towarzystwie przedstawicieli projektantów modelu, włoskiego studia Pininfarina.

## Modele samochodów

### Obecnie produkowane

#### Autobusy
- Model T

### Planowane

#### Samochody osobowe
- Model B

### Studyjne
- Foxtron Model E (2021)
- Foxtron Model C (2021)
- Foxtron Model T (2021)
- Foxtron Model B (2022)
- Foxtron Model V (2022)
- Foxtron Model N (2023)
- Foxtron Model D (2024)